# Thomas Schaub
Thomas Schaub (* 1962) ist ein deutscher Unternehmer und Verleger.

## Leben
Thomas Schaub ist der Sohn des Verlegers Dieter Schaub und Enkel des Verlegers Josef Schaub. Frühzeitig erwarb er journalistisches Wissen und Erfahrung aufgrund seiner familiären Herkunft sowie aus Praktika in Zeitungsverlagen. Er hat ein Studium der Informatik abgeschlossen und wurde promoviert. 1994 übernahm er die Geschäftsführung des Verlags- und Medienunternehmens Medien Union GmbH Ludwigshafen von seinem Vater Dieter Schaub. Seit 2008 gehört er zum Herausgeberrat der Süddeutschen Zeitung, deren Vorsitzender er seit 2021 ist. 2022 betrug das geschätzte Vermögen der „Familien Schaub, Lenk, Wipprecht, Resch und Nagel, Medien Union“ rund 600 Millionen Euro.

## Engagement
Schaub war bis zum 30. September 2020 externes Mitglied im Universitätsrat der Universität Mannheim.

## Veröffentlichung
- Thomas Schaub: Verleger Dr. Thomas Schaub zum 75. Jubiläum der "Freie Presse": Vom Geschenk des Vertrauens In: Freie Presse, 20. Mai 2021